# Harlingen (Paesi Bassi)
Harlingen  (in frisone Harns) è una municipalità dei Paesi Bassi di 15 800 abitanti situata nella provincia della Frisia.